# Витязь

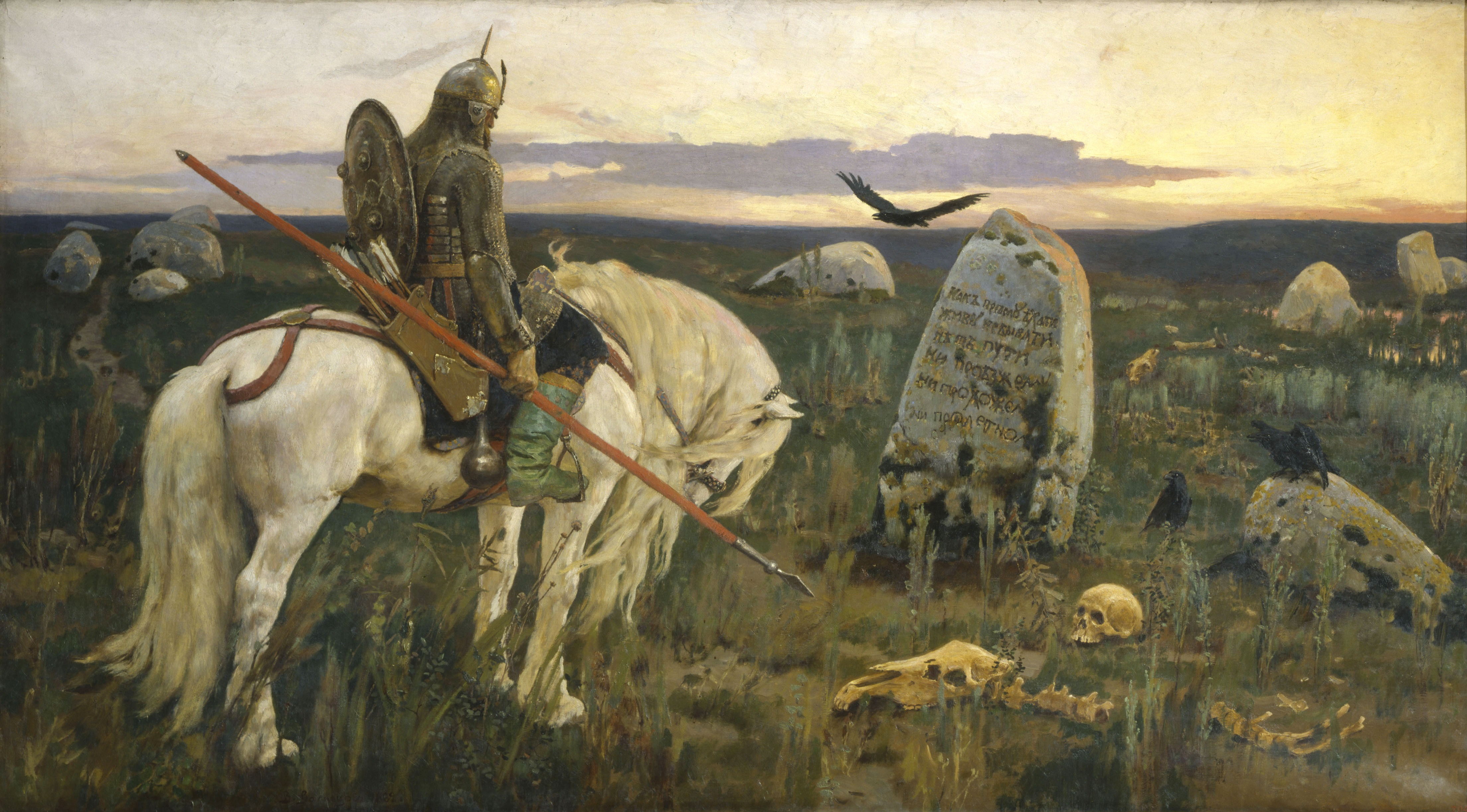
В. М. Васнецов «Витязь на розпутті», 1882 р.

Ви́тязь — хоробрий воїн, герой, богатир. Вживається переважно щодо давньоруських воїнів у домонгольський період, але може також використовуватися щодо жителів інших країн: наприклад, в українських перекладах «Одягнений у тигрову шкіру» (груз. ვეფხისტყაოსანი) — «Витязь у тигровій шкурі». У переносному сенсі словом «витязь» називають людину, яка відзначається небуденними, героїчними ділами. В іншомовній літературі у відповідних випадках уживається слово «лицар» (англ. knight), «воїн» (нім. der Recke) тощо.

## Етимологія
Походження прасл. *vitędzь остаточно не з'ясоване. Висунуто кілька версій:
- Запозичення з германських мов, а саме із скандинавських (пор. прагерм. *víking-, дав.-ісл. víkingr, дав.-англ. víking, фриз. witsing[3]). Наявність прикінцевого -dzь замість очікованого -gъ (як у германізмах «варяг», «стяг», «шеляг») пояснюють переходом [g] у [d͡z] після *ę (< *in) відповідно до закону третьої палаталізації (аналогічно «князь», «пенязь»). Наявність праслов'янського *t замість очікованого *c на місці германського k, що також мало бути відповідно до другого пом'якшення, пояснюють наслідком дисиміляції (*k > *t > c). Але ця гіпотеза не пояснює загальнослов'янського характеру слова (зокрема, наявності серб. ви̏те̑з і словен. vȋtez).
- За іншою версією, *vitędzь має питомо слов'янське походження і утворене від прасл. *vitь — «здобич»[4][5].

Крім того, з «витязь» пов'язане і запозичене з польської слово «звитяга»: пол. zwyciętwo, zwyciężyć утворені від wiciędz.